# جبل الحقين (عبس)

تعديل مصدري - تعديل

جبل الحقين هي إحدى قرى عزلة بني حسن بمديرية عبس التابعة لمحافظة حجة، بلغ تعداد سكانها 197 نسمة حسب تعداد اليمن لعام 2004.